# Попов, Анатолий Владимирович (хоккеист)
Анатолий Владимирович Попов (21 октября 1955 — 25 сентября 2022) — советский игрок в хоккей с мячом, нападающий. Мастер спорта СССР (1974).

## Карьера
Начал играть в хоккей с мячом в 1967 году в школе калиниградского «Вымпела».
С 1972 по 1974, с 1975 и до декабря 1989 года выступал за «Вымпел», был капитаном и лидером атак команды. Лучший бомбардир «Вымпела» (331 игра, 319 мячей). Наиболее удачно в комбинационных построениях атак «Вымпела» взаимодействовал с многолетним партнёром по команде Геннадием Шахмановым.
Сезон 1974/75 провёл в московском «Динамо» (9 игр, 2 мяча).
Привлекался в сборную СССР, в составе которой на чемпионате мира 1983 года стал вице-чемпионом (4 игры, 1 мяч).
Играл в футбол в составе дубля «Спартака» в 1972 году.
Играл в хоккей на траве в составе «Вымпела» в 1973 году.

## Достижения
Сборная СССР
 Серебряный призёр чемпионата мира: 1983

 Чемпион мира среди юниоров: 1974
Личные
- В списке 22-х лучших игроков сезона (2): 1983, 1984

### Комментарии
1. ↑  Количество игр и голов за клуб(ы) в высшем дивизионе чемпионатов СССР